# Cerkev Notre Dame, Dijon
Cerkev Notre-Dame, Dijon je rimskokatoliška cerkev v Dijonu. Velja za mojstrovino gotske arhitekture 13. stoletja in stoji v osrčju ohranjenega starega mestnega jedra. Stoji ob trgu Place Notre-Dame, blizu palače burgundskih vojvod in nasproti ulice Musette.
Dela na cerkvi so se začela okoli leta 1230. V cerkvi je kip Notre-Dame de Bon-Espoir, prej imenovan Črna Madona. Cerkveni okraski vključujejo tudi dva simbola Dijona: jacquemart (zvonček) in sovo. Cerkev je bila leta 1840 na seznamu zgodovinskih spomenikov uvrščena med zgodovinske spomenike. Kapela Marijinega vnebovzetja, zakristija in galerija, ki jih povezuje, so od 5. julija 2002 uvrščene na seznam zgodovinskih spomenikov.

## Zgodovina
Pred drugo polovico 12. stoletja je na mestu današnje Notre-Dame stala preprosta kapela, kapela Sainte-Marie, ki je bila zunaj mestnega obzidja. Okoli leta 1150 je bila ta kapela obnovljena v romanskem slogu. Nato so okoli leta 1220 prebivalci Dijona zgradili gotsko cerkev, ki jo vidimo danes na tem mestu.
Stala je sredi priljubljene četrti, zato je za stavbo primanjkovalo prostora. Arhitekt, čigar ime je zdaj neznano, je uporabil številne nove tehnike. Na primer, vsa teža okvirja in strehe počiva na stebrih in ne na opornikih, kar omogoča največjo površino notranjosti.
Od 18. stoletja naprej je imela ta cerkev občudovalce, med njimi Vauban in Eugène Viollet-le-Duc. Slednji je v svojem Dictionnaire raisonné de l'architecture française zapisal, da je Notre-Dame de Dijon »mojstrovina razuma«.
Cerkev je bila obnovljena med letoma 1865 in 1884, delo pa je imel pariški arhitekt Jean Charles Laisné in ne Viollet-le-Duc, kot je bilo včasih napačno zapisano. Delo je vključevalo vrnitev cerkve v prvotni videz, za katerega so menili, da je bil. Da bi to dosegli, so odstranili poznejše prizidke k stavbi, stolp na križišču je bil ponovno postavljen v laterno, uničene skulpture pa so bile predelane.

## Notranjost
Cerkev ima tloris latinskega križa. Osrednji prostor, obdan s stebri, ima tri nivoje: šest visokih arkad, ki jih podpirajo valjasti stebri, nad njimi pa triforij, pokrit s ploščami, ki služijo kot tla tretjega nivoja, galerije z visokimi okni.
Poudarjen je tudi transept. Nad polnim podnožjem je pet lancetnih oken, nad tem pa rozetno okno. Na križišču transepta je stolp z laterno, ki ga sestavlja triforij, na vrhu katerega je osem oken. Med vejami transepta in korom sta dve apsidioli, ena na vsakem vogalu.
Kor ima štiri nivoje: podnožje, okrašeno s slepimi trilistnimi arkadami, nato nivo z lancetnimi okni, nato triforij, preluknjan v 17. stoletju z velikimi okuli, in zadnji nivo z visokimi okni.
Zahodna fasada in veranda

## Zahodna fasada
Več zgodovinarjev je opazilo izvirnost zahodne fasade, saj je veliko bolj ravna kot običajno v francoski gotski arhitekturi. Pravzaprav je zaslon, visok 28,6 metra, širok 19,5 m in globok 6,2 m. Ima tri nivoje. Najnižji ima tri velike arkade, ki tvorijo vhod v verando, katere oboke podpirata dve vrsti stebrov. Ta veranda ima troja vrata, ki se odpirajo v ladjo. Odprtine vrat in timpanon so bile nekoč okrašene s kipi in skulpturami, vendar so bile uničene januarja 1794.
Nad temi arkadami sta dve arkadni galeriji, ena nad drugo. Na vsaki od teh dveh zgornjih ravni loki počivajo na 17 majhnih stebrih, vsak s kapitelom. Zgornji in spodnji del teh galerij poudarjajo trije nizi, sestavljeni iz lažnih (torej ne vodoprenašalnih) bruhalnikov, ki se izmenjujejo z metopami.
Pročelje je uokvirjeno z dvema vogalnima opornikoma, vsak ima stolp, ki obdaja spiralno stopnišče in je pokrit s stožčasto streho.
Nad pročeljem je bil prvotno predviden par kvadratnih stolpov, vendar so ostali le temelji. Južni služi kot opora za jacquemart.

## Bruhalniki
{{glavni|[[Bruhalnik (arhitektura)}}
51 bruhalnikov (ali grotesk) na zahodni fasadi so lutke, saj so dekorativne in ne odtočne odprtine. Vendar pa so na stranskih stenah cerkve in stenah apside funkcionalni bruhalniki.
Po pripovedovanju meniha Étienna de Bourbona so bili prvotni bruhalniki na mestu le kratek čas: odstranili so jih okoli leta 1240 po smrtni nesreči. Oderuh je bil ubit na cerkvenem dvorišču, ko se je ravno poročil: kamnita figura, ki je predstavljala oderuha, se je odlomila in padla nanj. Njegovi kolegi so organizirali uničenje vseh lutk na fasadi, razen ene v zgornjem desnem kotu, ki je preživela do 1960-ih, ko so jo nadomestili. Nekatere grafike iz 19. stoletja ne prikazujejo te bruhalnike, vendar jih je mogoče videti na fotografijah, posnetih pred letom 1880. Bruhalniki ob straneh in na zadnji strani fasade so ostali.
Lažni bruhalniki, ki danes krasijo fasado in predstavljajo ljudi, živali in pošasti, so bili izdelani v letih 1880–1882 med obnovo cerkve. Glede na arhive so bili delo sedmih pariških kiparjev: Chapota, Corbela, Geoffroya, Lagoulea (znanega tudi kot Delagoule), Pascala, Thiébaulta in Tournierja.

## Jacquemart
Ura z jacquemartom stoji na zvoniku, ki se dviga iz podnožja nedokončanega južnega stolpa zahodne fasade. Ima štiri kovinske avtomate. Dva od njih, Jacquemart in Jacqueline, odbijata ure z udarjanjem kladiva po velikem zvonu. Druga dva, njuna 'otroka', Jacquelinet in Jacquelinette, odbijata četrt ure, vsak z majhnim zvonom.
Avtomat Jacquemart in veliki zvon sta bila prinesena iz Kortrijka (ali Courtraija) v Belgiji, potem ko so leta 1382 vojske Filipa Drznega (vojvode Burgundskega) oropale mesto. Tistega leta se je odpravil na pohod, da bi prinesel pomoč svojemu tastu, flandrijskemu grofu, ki ga je upor, ki se je razširil od Lilla do Kortrijka, presenetil. Mesto Dijon je vojvodi za ta pohod priskrbelo tisoč oboroženih mož. Po zmagi je Filip izropal Kortrijk. Med plenom je bila tudi ura, postavljena na stolp tržnice. Ta ura je vsebovala čudo – avtomat, ki je odbijal uro na zvonu. Vojvoda je dal uro razstaviti in jo podaril Dijonu, svoji prestolnici.
Zvon, ki se je med prevozom zlomil, so v Dijonu ponovno ulili. Vojvodova družina in prebivalci Dijona so združili sredstva, da bi leta 1383 uro in avtomat postavili na zahodno fasado cerkve Notre Dame. Izvor besede jacquemart ni zanesljiv – njena uporaba za dijonski avtomat je potrjena šele iz leta 1458.
Leta 1651 je bil dodan še en avtomat, ki je prikazoval žensko, da bi se izmenjeval z Jacquemartom pri odbijanju ur. Prebivalci Dijona so ta novi avtomat poimenovali Jacqueline.
Leta 1714 je dijonski pesnik Aimé Piron prosil občino, naj paru zagotovi otroke. Približno v tem letu so dodali otroški avtomat z imenom Jacquelinet, ki je odbijal pol ure, končno pa so leta 1884 dodali še drugega otroka, avtomat Jacquelinette, ki je skupaj s svojim bratom odbijala četrt ure.

## Kip Notre Dame de Bon Espoir
V južni apsidioli nad zlatarskim oltarjem je lesen kip Notre-Dame de Bon-Espoir (Gospa dobrega upanja). Ta kip Device Marije, ki izvira iz 11. ali 12. stoletja, velja za enega najstarejših v Franciji. Prvotno je sedela na prestolu in na kolenih držala dojenčka Jezusa. Kasneje so prestol odstranili, zadnji del kipa pa odžagali in ga nadomestili s kosom lesa. Dojenček Jezus je izginil med francosko revolucijo leta 1794. Do 18. stoletja so  izgubili Devičine roke. Nasprotno pa je njen obraz skoraj nepoškodovan. Kip je bil več stoletij pogosto upodobljen kronan in v oblačilu. Od leta 1959 so se odločili, da se ti okraski ne bodo več uporabljali, da bi si lahko vsi ogledali celoten romanski kip.
Prvotno so imela kiparska oblačila Device Marije romansko polikromirano dekoracijo, njen obraz pa je bil bledo rjav. V 16. ali 17. stoletju so kip iz neznanega razloga pobarvali črno. Leta 1945 so to plast barve odstranili in razkrili prvotne barve. Vendar so črno barvo nanesli le na obraz, da bi ohranili tradicijo. Leta 1963 so jo odstranili in obraz se je vrnil v prvotno barvo. Zdaj kipa ni več mogoče šteti za Črno Devico – temveč za nekdanjo Črno Devico.
Ta kip se zdaj imenuje Notre-Dame de Bon-Espoir (Gospa dobrega upanja), v 15. stoletju pa je imel dve imeni: Notre-Dame de l'Apport (Gospa s trga) in Notre Dame de l'Espoir (Gospa upanja). Slednje ime je prevladovalo od časa osvoboditve Dijona izpod obleganja leta 1513. V 17. stoletju je dobil sedanje ime.

### Čudeži, pripisani cerkvi Notre-Dame de Bon-Espoir
Cerkvi Notre-Dame de Bon-Espoir je bilo pripisanih več čudežev. Septembra 1513 je švicarska vojska oblegala Dijon in ga bombardirala. Razmere so se zdele obupne. 11. septembra so meščani Dijona v procesiji nosili kip Notre-Dame v bližini cerkve. Dva dni pozneje, 13. septembra, so Švicarji nepričakovano zapustili svoj tabor. Meščani so v tej osvoboditvi videli posredovanje Device Marije. Okoli leta 1515 je bila v spomin na ta dogodek stkana tapiserija. Krasila je cerkev do revolucije, ko je bila prodana. Župan Dijona jo je leta 1803 kupil nazaj in jo hranil v mestni hiši. Od tam je leta 1832 prešla v Musée des Beaux-Arts de Dijon, kjer je na ogled.
Drugi osvobodilni dogodek, ki se pripisuje Devici Mariji, se je zgodil septembra 1944. Dijon je okupirala nemška vojska, ki se je očitno nameravala upreti napredovanju francoskih čet. 10. septembra je dijonski škof med slovesnostjo v cerkvi Notre-Dame javno prosil cerkev Notre-Dame de Bon-Espoir, naj zaščiti mesto pred pustošenjem, ki so se ga ljudje bali. V noči z 10. na 11. september so Nemci zapustili Dijon, francoska vojska pa je vstopila 11. septembra, na dan obletnice procesije leta 1513. Verniki so to videli kot čudež. Na pobudo nekaterih Dijončanov je bil umetniku in menihu Domu Robertu naročen tapiserijski motiv z naslovom Terribilis, ki obeležuje osvoboditve iz let 1513 in 1944. Izdelan je bil med letoma 1946 in 1950 v tovarni Gobelins, leta 1950 pa je bil postavljen v cerkev, kjer je danes razstavljen pod orglami.

## Sova
Na severni strani cerkve je kapela, ki meji na ulico rue de la Chouette (Sovina ulica), pešpot. Na vogalu opornika te kapele je upodobljena ptica, za katero se domneva, da predstavlja sovo. Okras bi lahko bil osebni znak kamnoseka. Ne more biti podpis arhitekta prvotne cerkve, kot se včasih domneva, saj je bila kapela zgrajena konec 15. ali v začetku 16. stoletja – nekaj stoletij po prvotni cerkvi. Sova se je skozi stoletja obrabila zaradi vraževerja, da bo sreča spremljala vsakogar, ki bo ptico pobožal z levo roko, medtem ko si bo zaželel. Posledično skulpturi manjkajo podrobnosti.
5. januarja 2001 je vandal sovo poškodoval z več udarci kladiva. Kalup sove, ki ga je leta 1988 izdelal strokovnjak iz Louvra, je služil kot model za popravilo, ki je bilo končano februarja 2001. Restavrirana sova, ki je zdaj pod video nadzorom, je bila uradno odkrita 12. maja 2001.
Skulptura še vedno služi kot simbol mesta. Turistični urad je leta 2001 izbral sovo za svoj simbol za Parcours de la Chouette (Sovja pot), turistično pot okoli zgodovinskega središča. Pot označuje 22 kvadratnih plošč, vsaka s podobo sove. Mestni nogometni klub Dijon Football Côte d'Or že dolgo uporablja sovo kot svoj emblem.
- Tloris in strop
- Prehod transepta
- Kor in severni transept
- Notranjost laternskega stolpa
- Ladja na južni strani
- Tloris cerkve Notre-Dame v Dijonu

## Vitraji
V 13. stoletju je imela cerkev vitraje visoke kakovosti. Ohranilo se jih je le pet, izdelanih okoli leta 1235; to so lancetna okna severne transepte. Predstavljajo epizode iz življenja svetega Petra (prva dva na levi) in svetega Andreja (ostala tri).
Med letoma 1874 in 1897 je umetnik vitrajev Édouard Didron izdelal 58 novih oken, ki jih je navdihnilo teh pet originalov. Največja sta rozeti severne in južne transepte, vsako s premerom 6 metrov.